# Alfred Baring Garrod
Sir Alfred Baring Garrod (ur. 13 maja 1819, zm. 28 grudnia 1907) – angielski lekarz.

## Życiorys
Urodził się w Ipswich jako syn Roberta i Sarah (z domu Ennew) Garrod.
Do szkoły średniej chodził w Ipswich, a następnie był na praktyce u miejscowego chirurga Charlesa Chambersa Hammonda. W 1843 roku zdobył dyplom lekarza na Uniwersytecie Londyńskim. Zajmował szereg stanowisk w kilku szpitalach, a w 1863 roku został lekarzem i profesorem medycyny (professor of materia medica and therapeutics) w King's College Hospital. W 1874 roku opuścił szpital i objął stanowisko lekarza-konsultanta tego szpitala.
W 1848 Garrod odkrył, że u pacjentów z dną moczanową występuje wzrost stężenia kwasu moczowego we krwi i jako pierwszy zaproponował lit jako lekarstwo na to schorzenie. Stosował lit w leczeniu chorób psychicznych i wysnuł hipotezę, że dna może być przyczyną zaburzeń nastroju, takich jak mania i depresja. Jest uważany za twórcę terminu "reumatoidalne zapalenie stawów". W 1858 roku został wybrany na członka The Royal Society.
W 1860 roku został wybrany na przewodniczącego the Medical Society of London, natomiast w roku 1887 otrzymał tytuł szlachecki ("Sir Alfred Baring Garrod"). Od 1890 roku pełnił funkcję specjalnego lekarza królowej Wiktorii.
Poślubił pochodzącą z Ipswich Elizabeth Ann Colchester, z którą miał sześcioro dzieci (czterech synów i dwie córki). Jeden z jego synów, Alfred Henry Garrod (1846-1879), był zoologiem, a drugi Archibald Garrod (1857-1936) – lekarzem.
Po śmierci w 1907 roku został pochowany w Great Northern Cemetery w Southgate.

## Wybrane prace
- "Observations on the blood and urine of gout, rheumatism and Bright's disease"; Medical Chirurgical Transactions 1848;31:83.
- "Treatise on nature and treatment of gout and rheumatic gout"; London: Walton and Maberly, 1859.
- "A treatise on gout and rheumatic gout (rheumatoid arthritis)"; 3rd edn. London: Longman Green, 1876.